# Verbascum regelianum
Verbascum regelianum är en flenörtsväxtart som beskrevs av Philipp Wilhelm Wirtgen. Verbascum regelianum ingår i släktet kungsljus, och familjen flenörtsväxter. Inga underarter finns listade i Catalogue of Life.